# كاظم (اسم)
كاظم هو اسم علم مذكر من أصل عربي، ومعناه هو الذي يحبس نفسه عند الغضب، ويمسك على ما في نفسه من غضب، والكاظم الساكت، قال تعالى: ﴿و الكاظمين الغيظ والعافين عن الناس﴾ [ آل عمران من الآية 134 ] أي الحابسين غضبهم في قلوبهم.

## شخصيات تحمل الاسم
- كاظم الحائري (1938 – )
- كاظم الرشتي (1793 – 1843)
- كاظم الساهر (مغنٍ وموسيقار عراقي، 12 سبتمبر 1957 – )
- كاظم الصلح (1904 – 25 ديسمبر 1976)
- كاظم بهبهاني ، (1943) بروفيسور وعالم مناعة كويتي.
- كاظم جواد (1928 – 1984)
- كاظم حيدر (1932 – 1985)
- كاظم شريف (مصارع ورباع عراقي، 1952 – )
- كاظم فنجان الحمامي (سياسي، 1 مايو 1958 – )
- كاظم نعمة التميمي

## وصلات خارجية
- موسوعة السلطان قابوس لأسماء العرب نسخة محفوظة 5 أبريل 2019 على موقع واي باك مشين.